# Norris H. Williams
Norris H. Williams ( * 1943, Birmingham, Alabama  - ) é um botânico estadunidense.  
Curador de plantas vasculares,  do Herbário e Professor de Botânica, no Florida Museum of Natural History, especializado em sistemática molecular, e evolução de Orchidaceae, principalmente no grupo Neotropical.
Pertence à Sociedade Linneana de Londres

## Educação e carreira
Formou-se em Biologia na Alabama University em 1964. Em 1967 terminou o mestrado en Biologia, na mesma universidade, e em 1971 seu Ph.D. na Miami University.

## Algumas publicações
- Hills, HG, NH Williams, CH Dodson. 1968. Identification of Some Orchid Fragrance Components. Amer. Orchid Soc. Bull. 37:967-971
- Dodson, CH, RL Dressler, HG Hills, RM Adams, NH Williams. 1969. Biologically Active Compounds in Orchid Fragrances. Science 164:1243-1249
- Williams, NH. 1970. Some Observations on Pollinaria in the Oncidiinae. Amer. Orchid Soc. Bull. 39:32-43, 207-220
- Dressler, RL; NH Williams. 1970. The Genus Systeloglossum. Amer. Orchid Soc. Bull. 39:323-329
- Dressler, RL; NH Williams. 1970. An Overlooked Genus in the Oncidiinae. Amer. Orchid Soc. Bull. 39:988-994
- Williams, NH; CH Dodson. 1972. Selective Attraction of Male Euglossine Bees to Orchid Floral Fragrances & Its Importance in Long Distance Pollen Flow. Evolution 26:84-95
- Williams, NH. 1972. A Reconsideration of Ada & the Glumaceous Brassias (Orchidaceae). Brittonia 24:93-110
- Hills, HG, NH Williams, CH Dodson. 1972. Floral Fragrances & Isolating Mechanisms in the Genus Catasetum (Orchidaceae). Biotropica 4:61-76
- Ayensu, ES, NH Williams. 1972. Leaf Anatomy of Palumbina & Odontoglossum Subgenus Osmoglossum. Amer. Orchid Soc. Bull. 41:687-696
- Williams, NH. 1972. Additional Studies on Pollinaria in the Oncidiinae. Amer. Orchid Soc. Bull. 41:222-230
- Williams, NH, RL Dressler. 1973. Oncidium Species Described by Jacquin & the Typification of Oncidium. Taxon 22:221-227
- Williams, NH. 1974. Taxonomy of the Genus Aspasia Lindley (Orchidaceae: Oncidieae). Brittonia 26:333-346
- Williams, NH. 1974. The Value of Plant Anatomy in Orchid Taxonomy. pp. 281–298 en M. Ospina (ed.). Proc. 7º World Orchid Conference. Medellin, Colombia
- Williams, NH. 1975. Stomatal Development in Ludisia Discolor (Orchidaceae): Mesoperigenous Subsidiary Cells in the Monocotyledons. Taxon 24:281-288
- Dressler, RL, NH Williams. 1975. Jacquin Names - Again. Taxon 24:647-650
- Dressler, RL, NH Williams. 1975. El Complejo Oncidoglossum Confusum. Orquidea 4:332-352
- Williams, NH, CR Broome. 1976. Scanning Electron Microscope Studies of Orchid Pollen. Amer. Orchid Soc. Bull. 45:699-707
- Williams, NH, RL Dressler. 1976. Euglossine Pollination of Spathiphyllum (Araceae). Selbyana 1:349-356
- Williams, NH. 1976. Subsidiary Cell Development in the Catasetinae (Orchidaceae) & Related Groups. Bot. J. Linnean Soc. 72:299-309
- Newton, GD, NH Williams. 1978. Pollen Morphology of the Cypripedioideae & the Apostasioideae (Orchidaceae). Selbyana 2:169-182
- Williams, NH. 1978. Pollen Structure & the Systematics of the Neotropical Gesneriaceae. Selbyana 2:310-322
- Williams, NH. 1978. A Preliminary Bibliography on Euglossine Bees & Their Relationships with Orchids & Other Plants. Selbyana 2:345-355
- Atwood, JT , NH Williams. 1978. The Utility of Epidermal Cell Features in Phragmipedium & Paphiopedilum (Orchidaceae) for Determining Sterile Specimens. Selbyana 2:356-366
- Williams, NH. 1979. Subsidiary Cells in the Orchidaceae: Their General Distribution with Special Reference to Development in the Oncidieae. Bot. J. Linnean Soc. 78:41-66
- Atwood, JT, NH Williams. 1979. Surface Features of the Adaxial Epidermis in the Conduplicate-leaved Cypripedioideae (Orchidaceae). Bot. J. Linnean Soc. 78:141-156
- Pridgeon, AM, NH Williams. 1979. Anatomical Aspects of Dresslerella (Orchidaceae). Selbyana 5:120-134
- Williams, NH. 1979. Preface - The Various Contrivances by Which Orchids Are Fertilised by Insects, × Charles Darwin. Reprint of the 1862 Ed. pp. V-XI. Earl M. Coleman, Publisher
- Ackerman, JD, NH Williams. 1980. Pollen Morphology of the Tribe Neottieae & Its Impact on the Classification of the Orchidaceae. Grana 19:7-18
- Dodson, CH, NH Williams. 1980. Konantzia, A New Genus in the Orchidaceae from Western Ecuador. Phytologia 46:387-388
- Williams, NH. 1981. Floral Fragrance Components of Brassavola (Orchidaceae). Selbyana 5:279-285
- Murrell, JT, NH Williams, AM Pridgeon, CH Dodson. 1981. Floral Fragrances in Angraecum (Orchidaceae). Selbyana 5:286-290
- Williams, NH, JT Atwood, CH Dodson. 1981. Floral Fragrance Analysis in Anguloa, Lycaste, & Mendoncella (Orchidaceae). Selbyana 5:291-295
- Ackerman, JD, NH Williams. 1981. Pollen Morphology of the Chloraeinae (Orchidaceae: Diuridae) and Related Subtribes. Am. J. Botany 68:1392-1402
- Williams, NH, WM Whitten. 1982. Identification of Floral Fragrance Components of Stanhopea Embreei & Attraction of Its Pollinator to Synthetic Fragrance Compounds. Amer. Orchid Soc. Bull. 51:1262-1266
- Williams, NH. 1982. The Biology of Orchids & Euglossine Bees. pp. 119–171 en J. Arditti (ed.). Orchid Biology: Reviews & Perspectives, II. Cornell University Press. Ithaca, NY
- Dressler, RL, NH Williams. 1982. Proposal for the Conservation of the Generic Name 1779 Oncidium Swartz (Orchidaceae) with a Conserved Type Species, Oncidium Altissimum Sw. Taxon 31:752-754
- Williams, NH. 1983. Floral Fragrances as Cues in Animal Behavior. pp. 50–72 en C.E. Jones & R.J. Little (eds.). Handbook of Exp. Poll. Biol. Van Nostrand Reinhold Company. NY
- Williams, NH, WM Whitten. 1983. Orchid Floral Fragrances & Male Euglossine Bees: Methods & Advances in the Last Sesquidecade. Biol. Bull. 164:355-395
- Williams, NH, WM Whitten, CH Dodson. 1984. Preliminary Analyses of the Floral Fragrances of Species of Acineta, Houlletia, Lueddemannia, Lycomormium, Paphinia, & Sievekingia (Orchidaceae). Selbyana 7:315-317
- Lindquist, N, MA Battiste, WM Whitten, NH Williams, L Strekowski. 1985. Trans-carvone Oxide, A Monoterpene Epoxide from the Fragrance of Catasetum. Phytochemistry 24:863-865
- Williams, NH, WM Whitten, LF Pedrosa. 1985. Crystalline Production of Fragrance in Gongora Quinquenervis. Amer. Orchid Soc. Bull. 54:598-603
- Gupta, MP, TD Arias, NH Williams, R Bos, DHE Tattje. 1985. Safrole, the Main Component of the Essential Oil from Piper Auritum of Panama. J. Natural Products 48:330
- Williams, NH, WM Whitten. 1985. Advances & Trends in Orchid Floral Fragrance Analysis. pp. 392–395 en KW Tan & J McQuery (eds.). Proc. Eleventh World Orchid Conference. Miami, Fl.
- Whitten, WM, NH Williams, WS Armbruster, MA Battiste, L Strekowski, N Lindquist. 1986. Carvone Oxide: An Example of Convergent Evolution in Euglossine Pollinated Plants. Systematic Botany 11:222-228
- Rodríguez Caballero, RL, DE Mora, ME Barahona, NH Williams. 1986. Géneros de Orquídeas de Costa Rica. Ed. Universidad de Costa Rica. 334 pp. En adición a este Art. en castellano, hay traducción al inglés
- Dressler, RL, DW Hall, KD Perkins, NH Williams. 1987. Identification Manual for Wetland Plant Species of Florida. IFAS Special Publication-35. University of Florida. 297 pp. 2ª impresión 1991
- Williams, NH, WM Whitten. 1988. Stanhopea panamensis, A New Species from Central Panama (Orchidaceae). Lindleyana 3:9-11
- Fritze, KJ, NH Williams. 1988. The Taxonomic Significance of Pollen Morphology in the Columnea Alliance (Gesneriaceae: Gesnerioideae). Ann. Missouri Bot. Garden. 75: 168-191
- Whitten, WM, HG Hills, NH Williams. 1988. Occurrence of Ipsdienol in Floral Fragrances. Phytochemistry 27:2759-2760
- Whitten, WM, AM Young, NH Williams. 1989. Function of Glandular Secretions in Fragrance Collection by Male Euglossine Bees (Apidae:Euglossini). J. Chem. Ecology 15:1285-1295
- Dodson, CH, NH Williams, WM Whitten. 1989. A New Species of Gongora (Orchidaceae) from Ecuador. Lindleyana 4:30-32
- Hills, HG, NH Williams. 1990. Fragrance cycle of Clowesia rosea (Orchidaceae). Orquidea 12:19-22
- Whitten, WM, NH Williams. 1991. A new species & nomenclatural changes in Gongora sect. Acropera (Orchidaceae: Stanhopeinae). Lindleyana 6:109-112
- Whitten, WM, NH Williams. 1991. Gongora escobariana Whitten, a new species from Colombia, & the rediscovery of G. sanderiana in Peru. Orquideología 18:105-127
- Whitten, WM, NH Williams. 1992. Floral fragrances of Stanhopea (Orchidaceae). Lindleyana 7:130-153
- Hills, HG, NH Williams, WM Whitten. 1999. Fragrances of Catasetum. pp. 263–272 en THE WORLD OF CATASETUMS. Arthur Holst (ed.). Timber Press. Portland, Oregon
- Whitten, WM, NH Williams, KV Glover. 1999. Sulphuryl fluoride fumigation: effect on DNA extraction & amplification from herbarium specimens. Taxon 48:507-510
- Anderson, JE, JF Preston, DW Dickson, TE Hewlett, NH Williams,  JE Maruniak. 1999. Phylogenetic analysis of Pasteuria penetrans, a parasitic bacterium of root-knot nematodes, by 16s rRNA gene cloning & sequencing. J. Nematology 31:319-325
- Williams, NH, WM Whitten. 1999. Molecular phylogeny & floral fragrances of male euglossine bee pollinated orchids: a study of Stanhopea. Plant Sp. Biol. 14: 129-137
- Castro, HF, NH Williams, A Ogram. 2000. Phylogeny of sulfate-reducing bacteria. FEMS Microbiology Ecology 31:1-9
- Whitten, WM, NH Williams, MW Chase. 2000. Subtribal & generic relationships of Maxillarieae (Orchidaceae) with emphasis on Stanhopeinae: Combined molecular evidence. Am. J. Bot. 87:1842-1856
- Wood, TH, WM Whitten, NH Williams. 2000. Phylogeny of Hedychium & related genera (Zingiberaceae) based upon ITS sequence data. J. Edinburgh Bot. Garden 57:261-270
- Dressler, RL, NH Williams. 2000. Chelyorchis, a new genus. P. 1130 en Romero-González, GA & G Carnevali Fernández-Concha. Orchids of Venezuela: An illustrated field guide. 2ª ed. Armitano Ed. Caracas
- Iudica, CA, WM Whitten, NH Williams. 2001. Small bones from dried mammal museum specimens as a reliable source of DNA. BioTechniques 30: 732-736
- Sosa, V, MW Chase, G Salazar, WM Whitten, NH Williams. 2001. Phylogenetic Position of Dignathe (Orchidaceae: Oncidiinae): evidence from nuclear ITS ribosomal DNA sequences. Lindleyana 16: 94-101
- Williams, NH, MW Chase, T Fulcher, WM Whitten. 2001. Molecular systematics of the Oncidiinae based on evidence from four DNA sequence regions: expanded circumscriptions of Cyrtochilum, Erycina, Otoglossum, & Trichocentrum & a new genus (Orchidaceae). Lindleyana 16: 113-139
- Zomlefer, WB, NH Williams, WM Whitten, WS Judd. 2001. Generic circumscription & relationships in the tribe Melanthieae (Liliales, Melanthiaceae), with emphasis on Zigadenus: evidence from ITS and trnL-F sequence data. Am. J. Bot. 88: 1657-1669
- Chase, MW, NH Williams. 2001. Additional transfers to Trichocentrum Poepp. & Endl. & Otoglossum Garay & Dunst. (Orchidaceae: Oncidiinae). Lindleyana 16: 218-219
- Williams, NH, WM Whitten. 2001. Checking an orchid hybrid’s background: The use of molecular data in determining parentage of hybrids. Orchids 70: 1056-1061
- Williams, NH, MW Chase, WM Whitten. 2001. Phylogenetic position of Miltoniopsis, Caucaea, a new genus, Cyrtochiloides, & relationship of Oncidium phymatochilum based on nuclear & chloroplast dna sequence data (Orchidaceae: Oncidiinae). Lindleyana 16: 272-285
- Koehler, S, NH Williams, WM Whitten, ME do Amaral. 2002. Phylogeny of the Bifrenaria (Orchidaceae) complex based on morphology & sequence data from nuclear rDNA internal transcribed spacers (ITS) & chloroplast trnL-F region. Int. J. Plant Sci. 163:1055-1066.
- Carlsward, BS, WM Whitten, NH Williams. 2003. Molecular phylogenetics of neotropical leafless Angraecinae (Orchidaceae): reevaluation of generic concepts. Int. J. Plant Sci. 164(1): 43-51
- Zomlefer, WB, WM Whitten, NH Williams, WS Judd. 2003. An overview of Veratrum (Liliales: Melanthiaceae) & an infrageneric phylogeny based on ITS sequence data. Systematic Botany 28(2): 250-269
- Carnevali, G, JL Tapia, NH Williams, WM Whitten. 2003. Sistemática, filogenia y biogeografía de Myrmecophila (Orchidaceae). Lankesteriana 7: 29-32. Abstract
- Ojeda, I, G Carnevali, NH Williams, WM Whitten. 2003. Phylogeny of the Heterotaxis complex (Maxillariinae): evolution of the vegetative architecture & pollination syndromes. Lankesteriana 7: 45-47. Abstract
- Williams, NH, WM Whitten. 2003. Molecular phylogenetics & generic concepts in the Maxillarieae (Orchidaceae). Lankesteriana 7: 61-62. Abstract
- Dressler, RL, NH Williams. 2003. New combinations in Mesoamerican Oncidiinae (Orchidaceae). Selbyana 24(1): 44-45
- Dressler, RL, Whitten, WM, NH Williams.  2004.  Phylogenetic relationships of Scaphyglottis & related genera (Laeliinae: Orchidaceae) based on nrDNA ITS sequence data  Brittonia 56: 58-66
- Chase, MW, L Hanson, VA Albert, WM Whitten, NH Williams.  2005.  Life history evolution & genome size in subtribe Oncidiinae (Orchidaceae).  Ann. Bot. 95: 191199
- Damián Loayza, M, NH Williams, WM Whitten.  2005.  Phragmipedium kovachii:  Molecular systematics of a new world orchid.  Orchids 74:  132-137